# كاتو هانسن
كاتو هانسن (بالنرويجية البوكمول: Cato Hansen)‏ هو لاعب كرة قدم نرويجي، ولد في 26 مايو 1988 في برينه في النرويج. شارك مع منتخب النرويج تحت 21 سنة لكرة القدم. أما مع النوادي، فقد لعب مع نادي بران ونادي ساندفيورد ونادي سوغندال لكرة القدم.

## وصلات خارجية
- كاتو هانسن على موقع اتحاد النرويج (النرويجية)
- كاتو هانسن على موقع قاعدة بيانات كرة القدم.إي يو (الإنجليزية)